# I predatori della città perduta
I predatori della città perduta (Lost City Raiders) è un film di fantascienza per la televisione del 2008 scritto e diretto da Jean de Segonzac. È interpretato da James Brolin, Ian Somerhalder, Ben Cross, Jamie King, Élodie Frenck e Bettina Zimmermann.

## Trama
A causa degli effetti devastanti del surriscaldamento terrestre, il settanta per cento delle terre un tempo emerse è stato coperto dall'enorme innalzamento del livello del mare. Le principali città costiere sono state spazzate via o parzialmente sommerse: a New York la Statua della Libertà mostra ormai solo il mezzo busto; a Los Angeles la scritta Hollywood sporge appena sul livello del mare; a Parigi della Torre Eiffel affiora dalle acque solo la punta. A un gruppo di uomini e donne, in missione per conto del Vaticano, viene affidato il compito di controllare che ciò che è rimasto del mondo che conoscono non vada perso per sempre.